# Frankenbergerius armatus
Frankenbergerius armatus là một loài bọ cánh cứng trong họ Bọ hung (Scarabaeidae).